# Christian Obodo
Christian Obodo est un ancien footballeur international nigérian né le 11 mai 1984 à Warri, qui évoluait au poste de milieu relayeur.

## Carrière
- 2001 : Plateau United
- 2001-2004 : AC Pérouse (84 matchs, 2 buts)
- 2004-2005 : ACF Fiorentina (39 matchs, 2 buts)
- 2005-fév. 2013 : Udinese Calcio [1],[2] (107 matchs, 9 buts)
  - 2010-2011 : Torino FC (prêt, 17 matchs, 2 buts)
  - 2011-2012 : US Lecce (prêt, 24 matchs, 0 but)
- fév. 2013-oct. 2013: Dinamo Minsk (1 match, 0 but)
- jan. 2014-2014: SC Olhanense (13 matchs, 0 but)
- 2014-2015: AO Xanthi (37 matchs, 1 but)
- jan. 2016-2016: CS Concordia Chiajna (19 matchs, 5 buts)
- 2016-jan. 2017: CS Pandurii Târgu Jiu (12 matchs, 2 buts)
- jan. 2017-2017: Apollon Smyrnis (17 matchs, 0 but)

## Équipe nationale
Obodo débute en équipe nationale en 2003, à 19 ans, et compte 23 matchs pour 4 buts en sélection.

## Palmarès

### En club
- AC Pérouse
  - Vainqueur de la Coupe Intertoto en 2003

### En sélection
- Équipe du Nigeria
  - Troisième de la Coupe d'Afrique des nations en 2006

## Anecdote
Le 9 juin 2012, alors qu'il circulait à voiture, est enlevé par des hommes armés. Il sera libéré 24 heures plus tard.